# Lauroppia doris
Lauroppia doris är en kvalsterart som först beskrevs av E. Pérez-Iñigo 1978.  Lauroppia doris ingår i släktet Lauroppia och familjen Oppiidae. Inga underarter finns listade i Catalogue of Life.